# Jönåkers, Rönö och Hölebo häraders valkrets
Jönåkers, Rönö och Hölebo häraders valkrets var vid riksdagsvalen till andra kammaren 1866–1878 en egen valkrets med ett mandat. Inför 1881 års val bröts Jönåker ut till Jönåkers härads valkrets medan Rönö och Hölebo överfördes till Rönö, Hölebo och Daga häraders valkrets.

## Riksdagsmän
- Edward Sederholm (1867–1869)
- Georg af Schmidt (1870–1875)
- Carl Fredrik Wachtmeister, c (1876–1881)